# Szymon Drewniak
Szymon Drewniak (ur. 11 lipca 1993 w Poznaniu) – polski piłkarz, występujący na pozycji pomocnika.

## Kariera
Drewniak jest wychowankiem Lecha Poznań. Do pierwszej kadry zespołu został włączony w 2011 roku. Swój debiut w Ekstraklasie zaliczył 25 marca 2012 roku w wygranym 2:0 meczu ze Śląskiem Wrocław. W europejskich pucharach wystąpił po raz pierwszy 5 lipca 2012 roku w meczu eliminacyjnym Ligi Europy, przeciwko kazachskiemu klubowi Żetysu Tałdykorgan.
9 stycznia 2014 roku został na rok wypożyczony do Górnika Zabrze. Następnie występował w klubach: Chrobry Głogów, Górnik Łęczna, Cracovia, Arka Gdynia i Odra Opole. 9 sierpnia 2021 roku ponownie został piłkarzem Górnika Łęczna, podpisując dwuletni kontrakt. W sezonie 2021/2022 spadł z klubem z Ekstraklasy. W sezonie 2022/2023 zagrał jedno spotkanie w I lidze, po czym 2 sierpnia 2022 roku rozwiązał umowę z drużyną. Tego samego dnia dołączył do kadry Chojniczanki Chojnice.

## Statystyki kariery
(aktualne na dzień 25 maja 2018)
| Klub                  | Sezon              | Liga               | Liga  | Liga   | Puchar Polski | Puchar Polski | Europa | Europa | Suma  | Suma   |
| Klub                  | Sezon              | Liga               | Mecze | Bramki | Mecze         | Bramki        | Mecze  | Bramki | Mecze | Bramki |
| --------------------- | ------------------ | ------------------ | ----- | ------ | ------------- | ------------- | ------ | ------ | ----- | ------ |
| Lech Poznań           | 2010/11            | Ekstraklasa        | 0     | 0      | 0             | 0             | 0      | 0      | 0     | 0      |
| Lech Poznań           | 2011/12            | Ekstraklasa        | 6     | 0      | 0             | 0             | –      | –      | 6     | 0      |
| Lech Poznań           | 2012/13            | Ekstraklasa        | 15    | 1      | 1             | 0             | 5      | 0      | 21    | 1      |
| Lech Poznań           | 2013/14 (j)        | Ekstraklasa        | 9     | 0      | 1             | 1             | 4      | 0      | 14    | 1      |
| Górnik Zabrze (wyp.)  | 2013/14 (w)        | Ekstraklasa        | 12    | 0      | 1             | 0             | –      | –      | 13    | 0      |
| Górnik Zabrze (wyp.)  | 2014/15            | Ekstraklasa        | 1     | 0      | 0             | 0             | –      | –      | 1     | 0      |
| Lech Poznań           | 2014/15            | Ekstraklasa        | 5     | 0      | 2             | 0             | 0      | 0      | 7     | 0      |
| Chrobry Głogów (wyp.) | 2015/16            | I liga             | 31    | 3      | 2             | 0             | –      | –      | 33    | 3      |
| Górnik Łęczna (wyp.)  | 2016/17            | Ekstraklasa        | 29    | 5      | 1             | 0             | –      | –      | 30    | 5      |
| Cracovia              | 2017/18            | Ekstraklasa        | 21    | 0      | 0             | 0             | –      | –      | 21    | 0      |
| Ogólnie w karierze    | Ogólnie w karierze | Ogólnie w karierze | 129   | 9      | 6             | 1             | 9      | 0      | 146   | 10     |